# Huize Weipoort
Huize Weipoort is de naam van het in 1926 gebouwde kruisherenklooster, toen nog Mater Dolorosa genoemd, aan de rand van de Nederlandse stad Leiden, op de grens met Zoeterwoude. Sinds de jaren tachtig van de twintigste eeuw is het complex in gebruik voor studentenhuisvesting.

## Kruisheren (1925–1967)
In maart 1925 kocht de Orde der kruisheren een terrein van 1,25 hectare langs de Vrouwenweg op de hoek van de Meerburgerwatering in het toenmalige Zoeterwoude. De Kruisheren hadden toen twee kloosters in Nederland, in Cuijk en in Uden. Het zogeheten Studiehuis voor Philosophie werd uit Cuijk overgebracht naar het Kruisherenklooster in Zoeterwoude. Half juni 1925 werd de eerste paal geslagen. Ontwerp en bouw gebeurde door de firma Bik en Breedeveld. De inwijding van het klooster door de overste van de orde van de kruisheren, mgr. H. Hollmann, vond plaats op 9 september 1926. Bij een verbouwing in 1942 was het architectenbureau van Van der Laan betrokken. In de jaren 1960 kwam de hele Vrouwenweg bestuurlijk onder van de gemeente Leiden te vallen. Teruglopende activiteiten en financiën noopten de orde tot verkoop van het klooster. P. Gilden, pater-econoom van de Kruisheren, verkocht het complex in augustus 1967 aan de Stichting Gemiva uit Gouda.

## Gemiva (1968–1983) en buurtvereniging
Na een verbouwing trok Gemiva, een organisatie voor gehandicaptenzorg in Zuid-Holland, in het complex. Bij de opening in juni 1969 werden er 95 verstandelijk gehandicapten in het voormalige klooster gehuisvest, begeleid en verzorgd. Het klooster werd omgedoopt tot Huize De Weipoort. Begin jaren 1980 vertrok Gemiva naar het nabijgelegen Swetterhage in Zoeterwoude. De buurtvereniging Weipoort, opgericht in 1981, betrok twee aan elkaar gekoppelde bouwketen bij het klooster.

## Studentenhuisvesting (1984–heden)
In 1984 nam de Stichting Leidse Studentenhuisvesting, het latere DUWO, het complex over en vestigde er 97 wooneenheden.

## Afbeeldingen

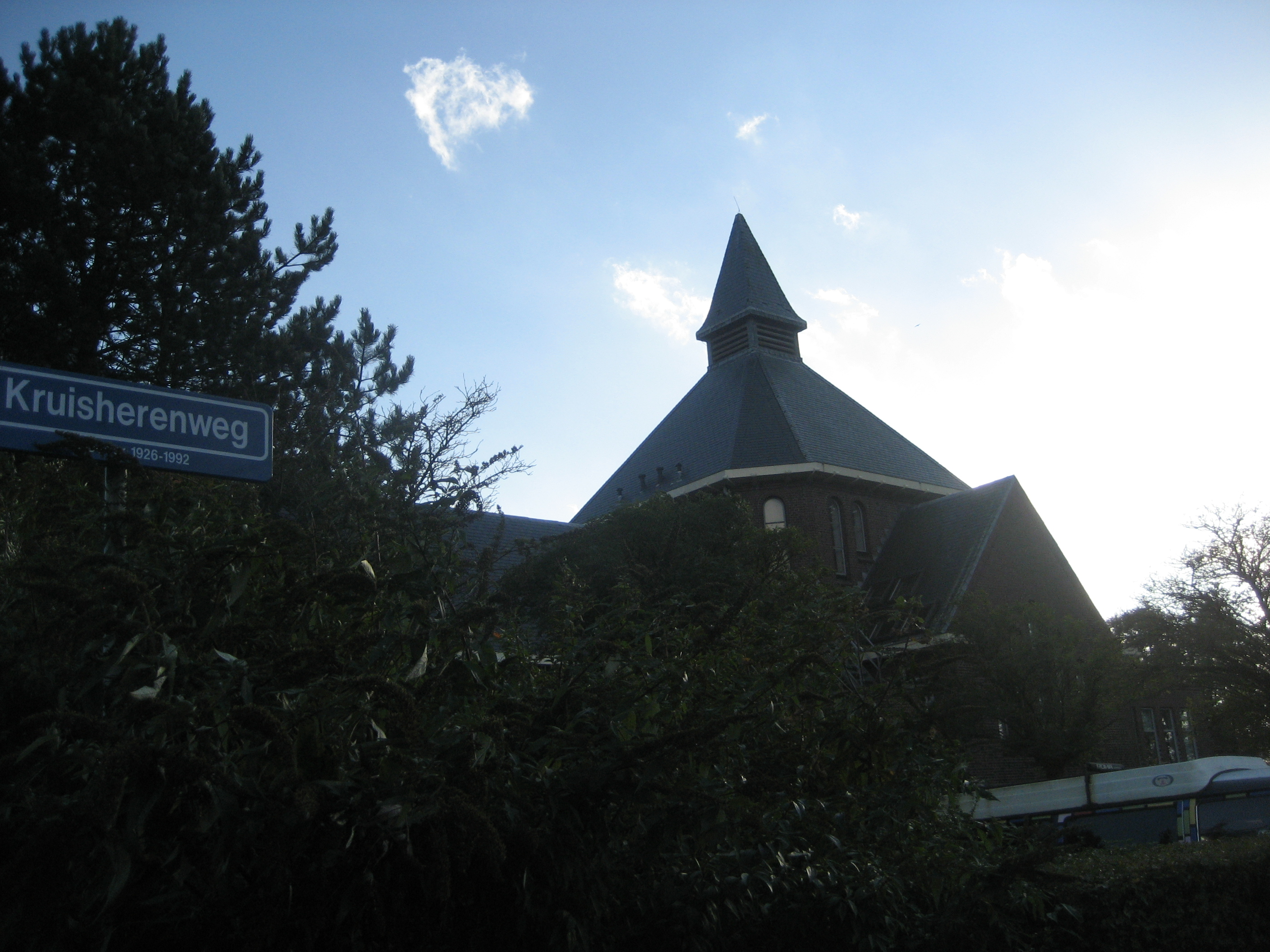
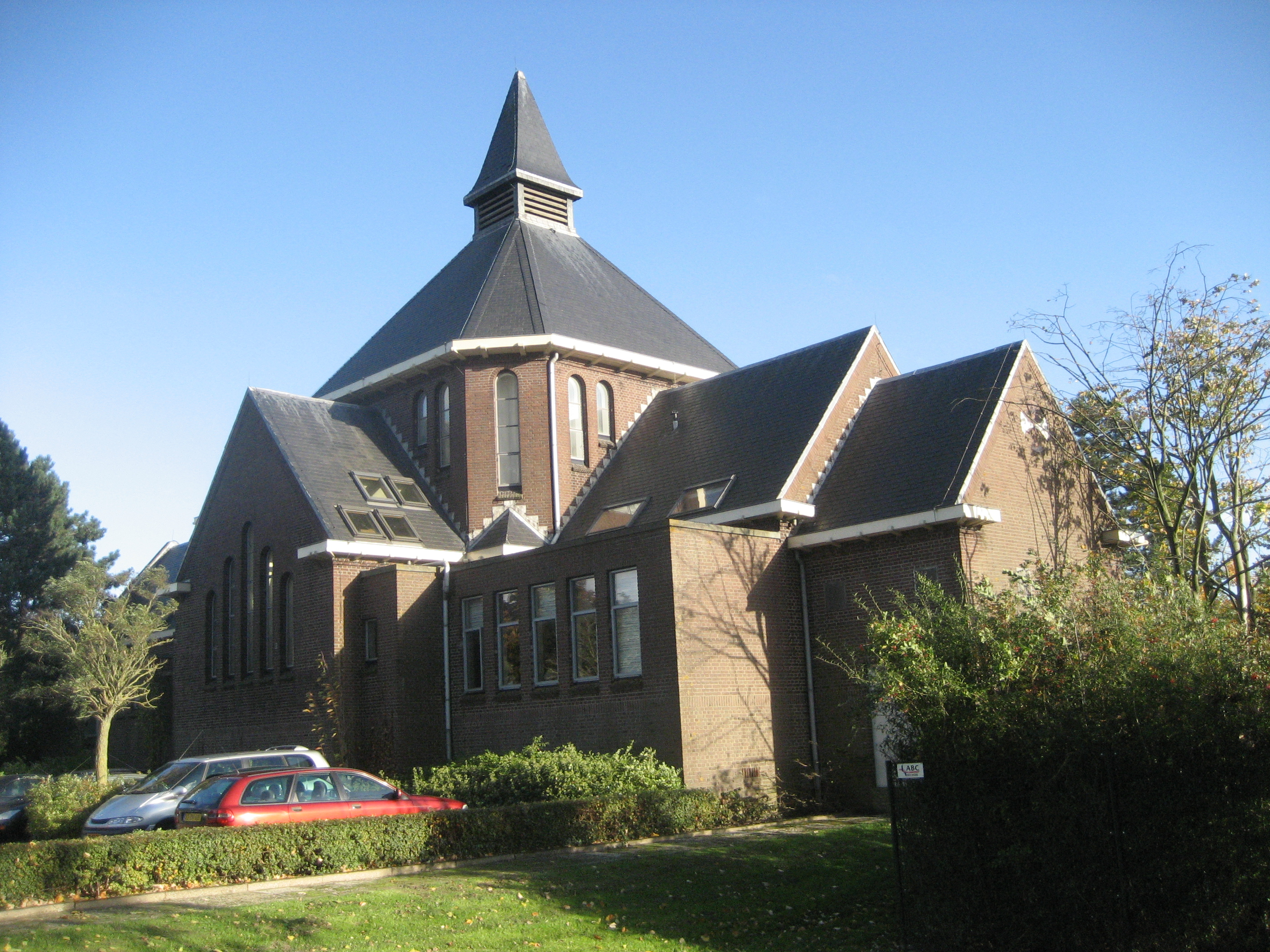
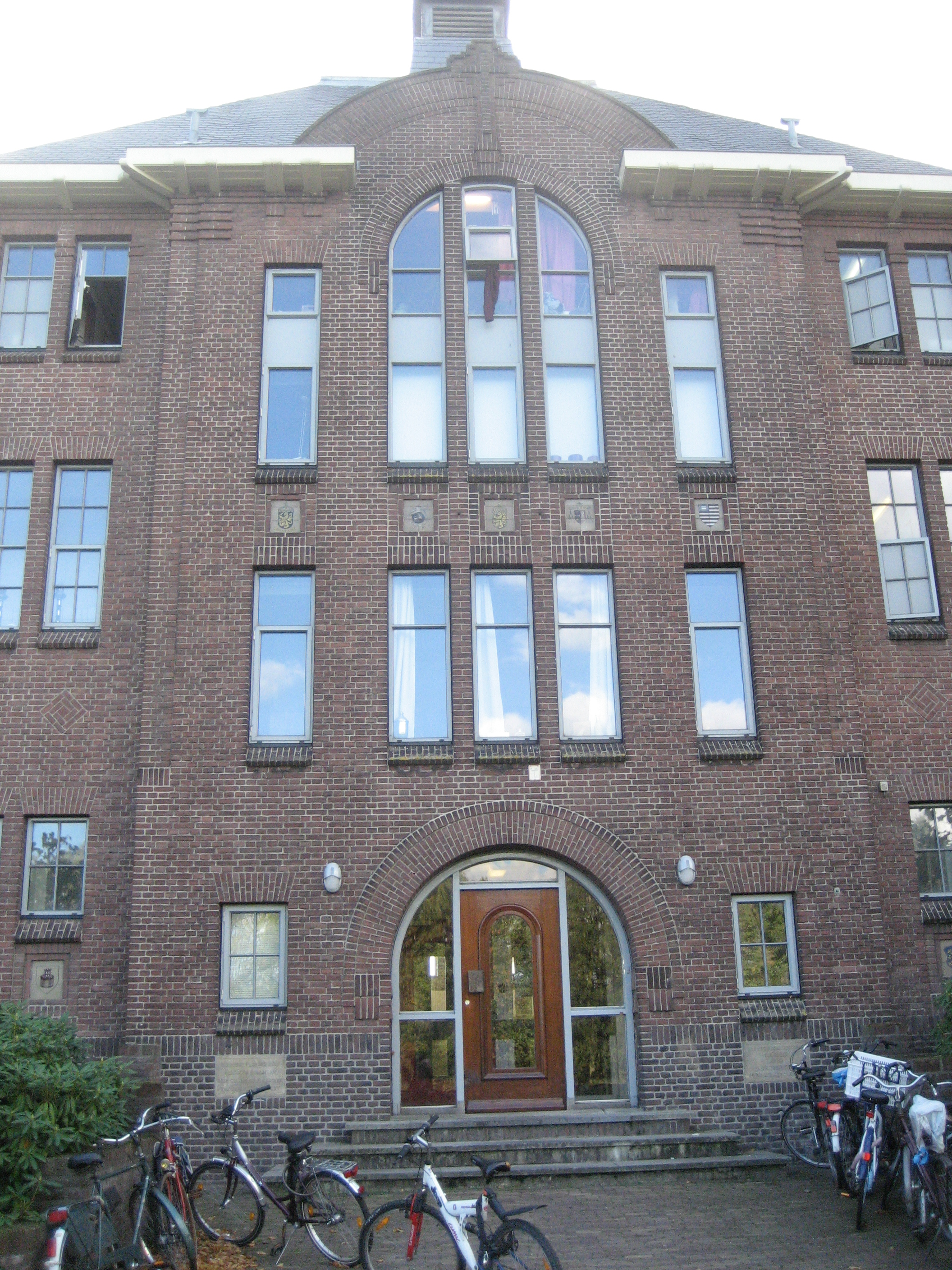
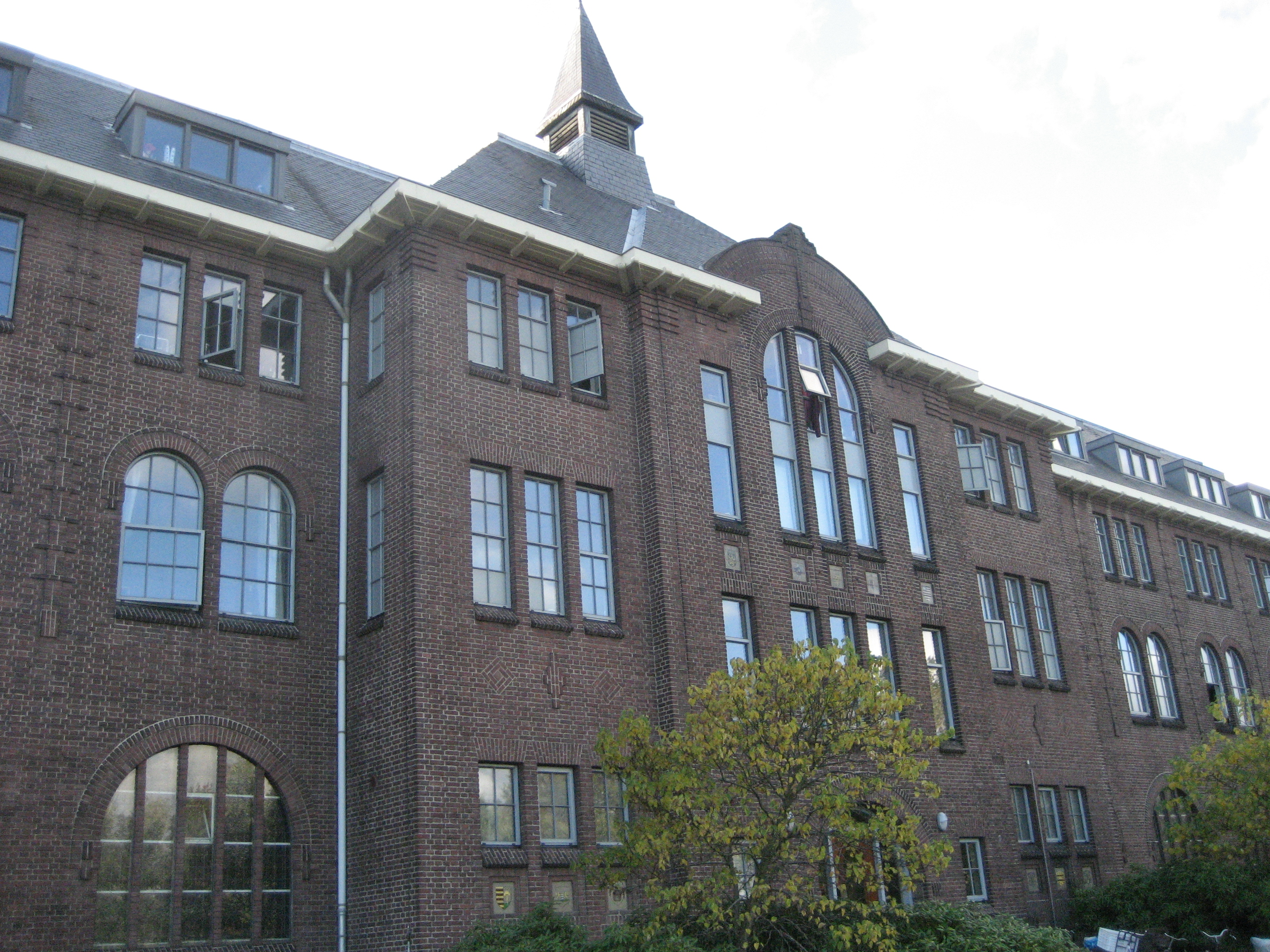
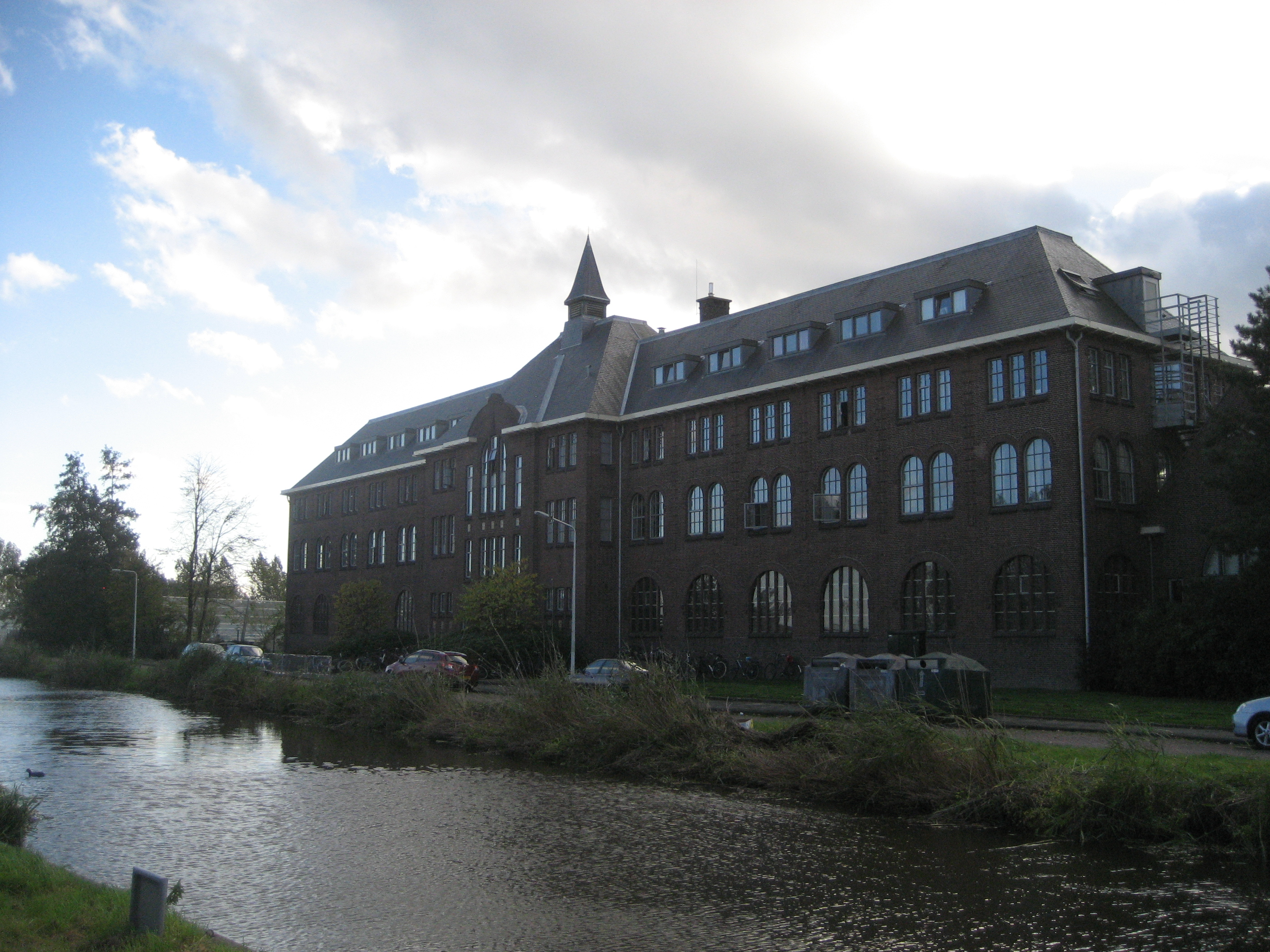